# Battaglia dello Stendardo
La battaglia dello Stendardo (in inglese  Battle of the Standard), talvolta detta anche battaglia di Northallerton, ebbe luogo il 22 agosto 1138 a Cowton Moor, presso Northallerton, nello Yorkshire.

## Le molteplici invasioni
Il regno di Scozia versava in acque piuttosto agitate fin dalla morte di Malcolm III di Scozia avvenuta nel 1093, da allora si era avuta una lunga successione di re, con regni più o meno corti, quasi tutti figli del defunto sovrano. L'ultimo della lista fu Davide I di Scozia, il più giovane dei fratelli, che doveva la propria ascesa al trono all'intervento di Enrico I d'Inghilterra e che cercò di rimodellare il proprio paese sulla falsariga dell'Inghilterra. Nelle zone della Scozia sotto il suo controllo cercò di portare la pace e nelle zone semiautonome usò il pugno di ferro nel tentativo di imporre la propria autorità. Nel 1135 re Enrico morì e l'Inghilterra ne uscì indebolita perché priva, almeno all'inizio, di un erede e Davide si volse alla fine alle proprie origini pensando che, dopo tutto, poteva approfittare della debolezza del vicino per assoggettare quante più terre possibili nella zona settentrionale.
Enrico aveva avuto moltissimi figli, ma sfortunatamente l'unica erede legittima ancora vivente era una donna, Matilde d'Inghilterra, e nel 1127 aveva fatto giurare ai propri notabili di appoggiarne la successione al momento della sua morte e fra questi v'era anche Davide. Le cose ovviamente non andarono così, molti nobili inglesi erano contro la principessa perché sposata ad uno straniero, Goffredo V d'Angiò, sulla scena emerse Stefano I d'Inghilterra, figlio di Adele d'Inghilterra che era a sua volta figlia di Guglielmo il Conquistatore, proponendosi di prendere il trono che era stato dello zio.
Alla fine fu proprio Stefano a spuntarla venendo incoronato il 22 dicembre e Davide decise di scendere in guerra, ne seguirono due mesi di combattimenti che finirono con un trattato che cedeva alla Scozia il Cumberland e con la nomina di Enrico di Scozia al titolo di autore di Conte di Huntingdon. Davide rifiutò anche di giurare fedeltà a Stefano asserendo di non poterlo fare perché aveva già giurato a favore di Matilde.
Nel 1137 Davide invase ancora l'Inghilterra, la tregua stipulata poco dopo ebbe vita breve ed il rifiuto di Stefano di creare l'illustre vicino conte di tutto il contado di Northumberland ebbe come effetto quello di dar luogo ad una terza invasione nel gennaio del 1138.

## La preparazione alla battaglia
Davide si mosse immediatamente sui castelli posti presso il Tweed (fiume). Il Castello di Norham apparteneva al Vescovo di Durham e la sua scarsa guarnigione lo fece cadere presto, tuttavia l'assedio al castello di Wark-on-Tweed fallì e Davide lasciò un piccolo contingente per continuare l'assedio e si spinse nell'interno del Northumberland e per finanziarsi minacciò le case religiose, le chiese ed i conventi che li avrebbe bruciati se non gli avessero dato del denaro. Le azioni degli scozzesi in quei primi mesi del 1138 sconcertarono gli inglesi, i cronacotecari religiosi deplorarono le depredazioni di cui erano oggetto sostenendo che fossero peggio dei Normanni che pure avevano saccheggiato e ridotto in schiavitù donne e bambini, una pratica comune e più redditizia del mero furto di bestiame. In febbraio Stefano partì per il nord per affrontare Davide che lo eluse rapidamente, così che il re se ne dovette tornare a sud poco tempo dopo. In estate, il nipote di Davide, William FitzDuncan (morto nel 1147) marciò nello Yorkshire mettendo a ferro e fuoco la zona di Craven. Il 10 giugno affrontò e sconfisse gli inglesi nella Battaglia di Clitheroe. L'Abbazia di Calder, da poco costruita da Ranulph de Gernon, venne rasa al suolo e il fatto che avesse attaccato due obiettivi di così poca importanza strategica fa pensar che progettasse di ereditare la Signoria di Skipton, presso Craven e quella di Copeland (nei cui pressi si trovava l'abbazia) dal figlio di suo cognato Ranulph de Gernon, fondatore di Calder.
Alla fine di luglio Davide passò il Tyne e giunse nelle terre del vescovo di Durham e con lui c'erano circa 26 000 uomini provenienti anche dalle zone indipendenti del suo regno. Eustace fitz John si era dichiarato a favore di Davide e gli aveva consegnato l'Alnwick Castle ed il suo contingente stanziato presso Malton (North Yorkshire) si mosse per raggiungere l'esercito scozzese. I magnati dello Yorkshire, che ormai si vedevano accerchiati, si riunirono a York per discutere, infervorati dall'Arcivescovo Thurstan decisero di resistere e combattere, tornando a York ed aspettare lì i rinforzi di William Peverel e Geoffrey Halshalin dal Nottinghamshire e di Robert de Ferrers, I conte di Derby (1062 circa-1139) dal Derbyshire. Le truppe avanzarono, successivamente, fino a raggiungere Thirsk, e da lì Robert de Brus, I Lord di Annandale (1078 circa-1141 o 1142) e Bernard Balliol (morto fra il 1154 ed il 1162), da poco giunto con dei mercenari al soldo di Stefano, vennero mandati come emissari da Davide che si apprestava a raggiungere il Tees.
Gli emissari inglesi promisero a Davide che il figlio Enrico di Scozia avrebbe avuto il contado del Northumberland se solo gli scozzesi si fossero ritirati. Aelredo di Rievaulx diede agli ambasciatori inglesi una missiva in cui Davide diceva che da sempre inglesi e normanni, e sia de Brus che Balliol lo erano, erano alleati contro i Gaelici e se fossero stati al suo fianco, non a quello di Stefano, sarebbero riusciti a tenere insieme il regno. Nessuno però era disposto a cedere, Davide voleva il trono per Matilde e gli ambasciatori volevano il ritiro del sovrano di Scozia, gli eserciti quindi si mossero ancora preparandosi alla battaglia.

## Lo scontro
L'esercito scozzese passò il Tees fino ad avere le North York Moors alla sinistra ed il Swale (fiume) alla destra. Northallerton, posta lì vicino distava circa otto miglia da entrambi ed una strada portava dal fiume alla città correndo lungo una cresta di lievi colline. Gli inglesi spiegarono le loro forze su questo crinale a circa 2 miglia a nord di Northallerton in una sola solida formazione con gli uomini in armatura ed i cavalieri davanti supportati dagli arcieri e dalla fanteria leggera arruolata in loco. I baroni stavano nel mezzo della linea davanti, insieme ai cavalieri restanti, attorno agli stendardi.
Il monaco e cronista John of Worcester scrisse che Davide voleva prendere gli inglesi di sorpresa, approfittando della fitta nebbia, mentre altre fonti sostengono che Davide si accorse semplicemente della presenza inglese grazie agli stendardi che si vedevano dalle loro postazioni. Aelredo invece scrisse che gli scozzesi erano spiegati in quattro linee con gli uomini di Fergus di Galloway in prima fila, seguivano Davide ed il figlio insieme ai cavalieri ed agli arcieri, ancora dietro gli uomini di Lothian, di Argyll e Bute e di Lorne. Fra i propri soldati Davide poteva contare oltre agli scozzesi ed agli abitanti di Moray numerosi inglesi e francesi che erano rimasti al suo fianco. Aelredo scrisse che Davide decise questa formazione all'ultimo minuto, dopo aver accantonato la decisione di porre in prima linea gli uomini in armi ed i cavalieri a seguito delle vive proteste dei soldati di Galloway che volevano combattere per primi per via del valore dimostrato in precedenza nel mettere in rotta i normanni. Ovviamente tutto questo potrebbe essere solo una licenza poetica del cronacotecario. Davide tentennò nel prendere la decisione, sapendo che se la gente di Galloway avesse perso l'intero esercito si sarebbe scoraggiato e non gli fu d'aiuto il protestare di Máel Ísu I (morto circa 1138) che rivendicava per i Mormaer l'onore dell'inizio.  Come visto furono i soldati di Fergus ad averla vinta, il loro attacco partì e fallì, gli arcieri inglesi li misero subito in grande difficoltà ed Aelredo non mancò di notare che il loro coraggio era grande, quanto la loro inefficienza.  A seguito della morte di due dei loro capi gli uomini di Galloway ripiegarono insieme a quelli di Lothian dopo aver visto il loro comandante Gospatric II, conte di Lothian (morto nel 1138), ucciso da una freccia. Davide non avrebbe voluto arrendersi, ma i suoi fedelissimi lo misero in sella al cavallo costringendolo a ritirarsi, Aelredo scrisse che gli inglesi stavano avanzando, mentre Enrico di Huntingdon annotò che le linee scozzesi si stavano letteralmente sfaldando. Suo figlio Enrico invece rimase in campo e, a cavallo, guidò una carica contro l'armata anglo-normanna in contemporanea o appena dopo il fallimento della fanteria. Secondo Aelredo la sortita del principe in sé riuscì, ma il resto dei suoi uomini si disperse rapidamente ed egli si trovò solo in campo nemico costretto oltre che a nascondere ogni segno di riconoscimento così da non essere ucciso ad una precipitosa quanto oculata ritirata.
La battaglia in sé durò circa tre ore, dalle sei alle nove antemeridiane, ed entro la metà della mattina gli scozzesi erano in rotta. Le perdite inglesi furono lievi, solo un cavaliere venne ucciso, mentre quelle scozzesi, comprensive anche delle morti avvenute durante la fuga e nel resto della giornata furono ingenti. I cronacotecari parlano di uomini fuggiti verso il Tees che, privo di guadi, provocò il loro annegamento, di altri che si rifugiarono nei campi di grano solo per essere trovati e di altre scaramucce fra i fuggitivi e gli inseguitori. Gli storici calcolano che gli scozzesi uccisi furono dai 10 000 ai 12 000.

## Dopo lo scontro
Davide riunì i propri uomini presso Carlisle, i nobili dello Yorkshire non lo attaccarono e i coscritti locali si affrettarono a tornare presso le loro case, nonostante la pesante sconfitta Davide non era perduto. L'acquiescenza dei nobili del nord gli permise di rinsaldare la presa su Cumberland e Northumberland e, non ultimo, per quanto male in arnese aveva ancora un esercito.
Il 26 settembre il vescovo di Ostia Alberico arrivò a Carlisle dove Davide aveva convocato nobili, vescovi ed abati del regno. Alberico era stato inviato come legato papale per dirimere un'antica controversia tra l'Arcivescovo di Glasgow e quello di York circa il primato vescovile di quest'ultimo. Il legato ne approfittò anche per parlare con Davide convincendolo a non fare altre azioni militari fino al Giorno di San Martino l'11 novembre, il re acconsentì, ma continuò a tenere sotto torchio il villaggio di Wark allo scopo di far arrendere, prendendola per fame, la guarnigione asserragliata entro le sue mura. Alla fine questa si arrese sotto l'ordine del comandante che lo riferì ad Aelredo che lo riportò al re, gli uomini, presi per fame avevano divorato tutto tranne due cavalli, furono lasciati quindi liberi ed il villaggio andò a Davide.
Intanto i negoziati fra i due sovrani continuarono anche durante l'inverno e Stefano insieme alla moglie Matilde di Boulogne incontrò il collega scozzese presso Durham il 9 aprile del 1139 per trovare un accordo. Al principe Enrico venne concesso il contado del Northumberland e gli venne ridato quello di Huntingdon insieme alla signoria di Doncaster, mentre Davide tenne per sé il Cumberland e Carlisle. Dal canto suo Stefano volle Bamburgh e Newcastle per via dei loro strategici castelli. Enrico dovette rendere omaggio al re inglese e Davide giurò a questi eterna fedeltà.
L'accordo durò circa vent'anni e si dimostrò vantaggioso per entrambe le parti, ed il Nord non entrò più nel merito della guerra di successione fra Stefano e Matilde o almeno non lo fece attivamente. Diversi nobili che avevano interessi al sud spedirono dei contingenti e così fece Davide, ma nessuno scese personalmente in battaglia così che l'accordo fosse almeno formalmente rispettato.
Il nome della battaglia deriva dalla presenza al centro dello schieramento inglese degli stendardi dei vescovi di York, Beverley e Ripon, ospitati con un'ostia consacrata su un carro che si rifaceva al coevo esempio italiano noto come Carroccio.